# Gmina Petnjica
Gmina Petnjica (czarn. Opština Petnjica / Општина Петњица) – gmina w Czarnogórze. Jej powierzchnia wynosi 173 km². W 2011 roku miejscowości wchodzące w jej skład liczyły w sumie 6686 mieszkańców.
Petnjica posiadała status gminy do 1957 roku, wchodząc wówczas w skład Socjalistycznej Republiki Czarnogóry. W 2008 roku miejscowa ludność podjęła starania zmierzające do odtworzenia gminy. 28 maja 2013 parlament krajowy uchwalił ustawę o utworzeniu gminy Petnjica poprzez podział gminy Berane.

## Miejscowości
Miejscowości wchodzące w skład gminy Petnjica:

- Azane
- Bor
- Dašča Rijeka
- Dobrodole
- Donja Vrbica
- Godočelje
- Gornja Vrbica
- Javorova
- Johovica
- Kalica
- Kruščica
- Lagatori
- Lazi
- Lješnica
- Murovac
- Orahovo
- Pahulj
- Petnjica – siedziba gminy
- Ponor
- Poroče
- Radmanci
- Savin Bor
- Trpezi
- Tucanje
- Vrševo